# Système de classification de Vallée
 (septembre 2013).
Si vous disposez d'ouvrages ou d'articles de référence ou si vous connaissez des sites web de qualité traitant du thème abordé ici, merci de compléter l'article en donnant les références utiles à sa vérifiabilité et en les liant à la section « Notes et références ».
Le système de classification de Vallée est un système de classification des observations d'ovnis et, plus généralement, de phénomènes inconnus proposé par l'ufologue français Jacques Vallée. Il dérive du système de classification de Hynek et le complète.

## Premier système (1966)
Publié dans Phénomènes insolites de l'espace en 1966 :
Type I (a, b, c, d)- Observation d'un objet inhabituel, de forme sphérique, en disque, ou d'une autre géométrie, situé près du sol (à la hauteur des arbres ou plus bas), auquel on peut associer des traces, ou des effets thermiques, lumineux ou mécaniques.
- a - Au sol ou près du sol.
- b - Près d'un point d'eau.
- c - Les occupants de l'ovni marquent un intérêt pour le(s) témoin(s) en faisant des gestes ou des signes lumineux.
- d - l'ovni semble inspecter un véhicule terrestre.

Type II (a, b, c) - Observation d'un objet inhabituel de forme verticale et cylindrique dans le ciel, associé à un halo nuageux. On donne à ce phénomène divers noms comme « cigare nuageux » ou « sphère nuageuse ».
- a - Avec des mouvements erratiques dans le ciel.
- b - Objet stationnaire autour et qui engendre d'autres objets (les « objets satellites »).
- c - l'objet est entouré d'autres objets.

Type III (a, b, c, d, e)- Observation d'un objet inhabituel de forme sphérique, discoïdale ou elliptique, stationnaire dans le ciel.
- a - Alternant période de mouvement et période stationnaire, avec des mouvements « en feuille morte ».
- b - Interruption d'un vol continu, puis reprise du mouvement.
- c - Changement d'apparence durant le stationnement.
- d - « Combats aériens » ou charge vers d'autres objets.
- e - Trajectoire modifiée durant un vol continu pour voler lentement autour de certaines zones ou pour changer soudainement de direction.

Type IV (a, b, c, d) - Observation d'un objet inhabituel en vol continu.
- a - Vol continu.
- b - trajectoire modifiée par un engin conventionnel voisin.
- c - Vol en formation.
- d - Trajectoire en vague ou zigzag.

Type V (a, b, c) - Observation d'un objet inhabituel d'apparence indistincte, apparaissant comme un objet qui n'est pas entièrement solide ou matériel. 
- a - Diamètre apparent étendu, source lumineuse non-définie.
- b - Objets semblables aux étoiles, immobiles pendant de longues périodes.
- c - Objets semblables aux étoiles traversant le ciel, éventuellement selon des trajectoires particulières.

## Second système (1990)
En 1990, dans son livre Confrontations, Vallée proposa un nouveau système de classification,  plus complet, en prenant en compte celui de Hynek. Par ailleurs, ce nouveau système permet de classer non seulement les ovnis, mais aussi les phénomènes paranormaux.
- Anomalie (AN)
  - Type I : Observation : lumière ou explosion mystérieuse.
  - Type II : Effets physiques : poltergeists, agroglyphes.
  - Type III : Entités : fantôme, extra-terrestre, animal cryptozoologique (yéti, monstre du Loch Ness, etc.).
  - Type IV : Transformation de la réalité : NDE, vision ou hallucination à caractère religieux.
  - Type V : Blessure ou mort : combustion humaine spontanée, stigmates, etc.

- Vol rapproché (FB)
  - Type I : Observation : trajectoire continue de l'ovni.
  - Type II : Effets physiques : ovni laissant une trace physique.
  - Type III : Entités : observation d'êtres (RR3).
  - Type IV : Transformation de la réalité : le(s) témoin(s) ont une impression de déformation de la réalité
  - Type V : Blessure ou mort : blessure ou décès causés par un ovni (RR6).

- Manœuvres (MA)
  - Type I : Observation : trajectoire discontinue de l'ovni.
  - Type II : Effets physiques : ovni laissant une trace physique.
  - Type III : Entités : observation d'êtres (RR3).
  - Type IV : Transformation de la réalité : le(s) témoin(s) ont une impression de déformation de la réalité
  - Type V : Blessure ou mort : blessure ou décès causés par un ovni (RR6).

- Rencontre Rapprochée (CE)
  - Type I : L'ovni est proche (RR1).
  - Type II : Effets physiques : ovni laissant une trace physique (équivalent à une RR2).
  - Type III : Entités : observation d'êtres (RR3).
  - Type IV : Transformation de la réalité : enlèvements (RR4).
  - Type V : Blessure ou mort : blessure ou décès causés par un ovni (RR6).